# Comunicação alternativa e aumentativa

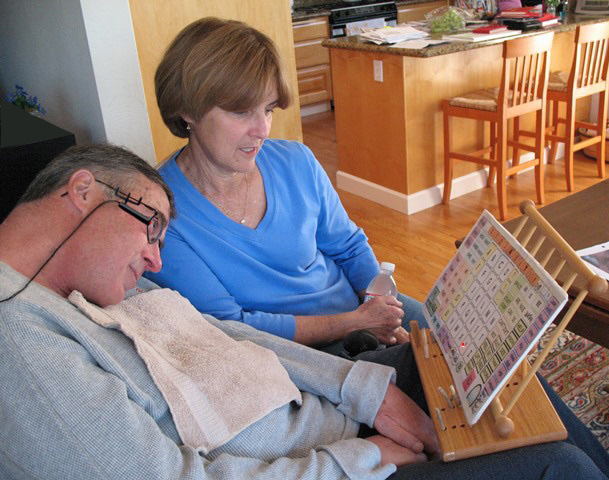
Uso de comunicação alternativa em prancha física em baixa tecnologia com auxilio de laser para apontar o símbolo alvo.

A comunicação alternativa e aumentativa (CAA) abrange os métodos de comunicação usados para complementar ou substituir a fala ou a escrita para pessoas com deficiência na produção ou compreensão da linguagem falada ou escrita. A comunicação alternativa é utilizada por pessoas com diferentes deficiências, desde as congênitas, como Paralisia cerebral, deficiência intelectual, Síndrome de Down e Autismo, e deficiências adquiridas, como Esclerose lateral amiotrófica, AVC, Traumatismo craniano e doença de Parkinson. Um dos nomes mais notáveis a usar comunicação alternativa foi o físico Stephen Hawking.
O acesso a comunicação é fundamental e assegura os direitos das pessoas com necessidades de comunicação.
Os tipos de comunicação alternativa e aumentativa podem ser divididos em baixa, média e alta tecnologia e com diferentes tipos de estratégias como: PECS, PODD, Core Words entre outros.

### A comunicação alternativa e aumentativa no Autismo (TEA)
Com os diferentes prejuízos na comunicação da pessoa com Autismo, a Comunicação alternativa e aumentativa é um dos métodos usados no tratamento. Pode ser utilizado o PECS ou sistemas robustos de comunicação. A metodologia é promissora no tratamento do Autismo, é capaz de melhorar a comunicação tanto expressiva quanto a compreensão para estes indivíduos. 